# ぽけまん
『ぽけまん』は、NPO法人国際まんが推進協会が配信するウェブコミック配信サイト。

## 概要
漫画家の石川サブロウが発起人となって設立されたNPO法人国際まんが推進協会を母体に、2012年10月に開設。単行本未収録の読み切り作品や絶版作品を無料公開している。
全巻即公開もしておらず、1話ずつ順次公開していく手法をとっている。

## NPO法人国際まんが推進協会
- 理事長：石川サブロウ
- 副理事長：村上もとか
- 理事：魚戸おさむ、はしもとみつお
- 監事：あおきてつお、立野真琴、本庄敬

## 公開作品
- 村上もとか ミコ・ヒミコ、旅の描き歩き
- はしもとみつお おまたせあいさい弁当
- あおきてつお 口福の人
- 石川サブロウ 鉄心の弟子、ウチのポチが行く、竜馬の疾風
- 魚戸おさむ 我が家の根っ子、
- 立野真琴 POPｓ-ミッキーと一也
- 本庄敬 さかなとけものたちの物語、遊魚伝（イトウ）
- 竜崎遼児 男のトライ、パンクラチオン・キッズ
- 島崎譲 天使の恩寵